# ヴィタリー・アバラコフ
ヴィタリー・アバラコフ（ロシア語: Вита́лий Миха́йлович Абала́ков、1906年1月13日（ユリウス暦 12月31日）クラスノヤルスク -1986年5月26日モスクワ）は、ソビエト連邦の化学者、登山家、発明家である。
弟のエヴゲーニイ・アバラコフもまた著名な登山家で、彫刻家であった。1934年に初めてレーニン峰の登頂を成し遂げたソビエト人であり、その後も2度以上登頂した。1936年には、数本の指や足の一部を失いながら天山山脈で2番目に高いハン・テングリを登頂した。1956年に、天山山脈の最高峰ポベーダ山の人類初登頂を成し遂げた。

## 発明品
アイスクライミングで使用するアバラコフ（Vスレッド）や、登山のための革新的な数々の発明を行った。

## 受賞
レーニン勲章（1957年）、en:Order of the Badge of Honour（1972年）、Honoured Master of Sports of the USSR (1943), Honoured Trainer of the USSR (1961).

## 書籍
- （ロシア語） Расстрельное время